# Апенцелер (сир)
Апенцелер (нім. Appenzeller Käse) — напівтвердий сир з коров'ячого молока, який історично виробляли в кантонах Аппенцелль-Ауссерроден та Аппенцелль-Іннерроден у північно-східній Швейцарії. «Appenzeller Käse» не має захищеного зазначення походження товару за швейцарським законодавством, натомість ця назва зареєстрована як колективна марка (Kollektivmarke), що належить організації Sortenorganisation Appenzeller Käse GmbH, яка базується в місті Аппенцелль.

## Історія

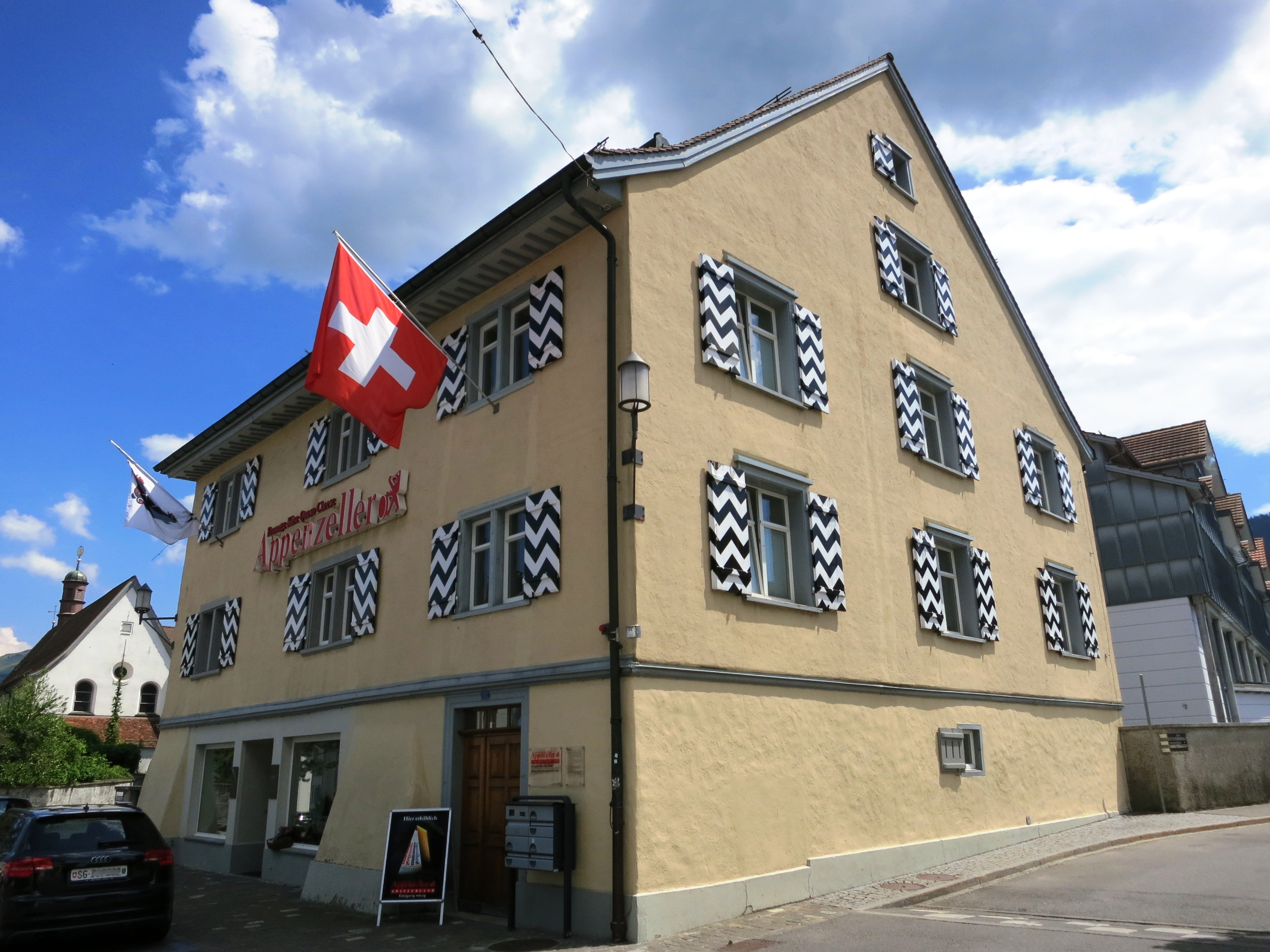
Штаб-квартира організації Sortenorganisation Appenzeller Käse GmbH в Аппенцеллі

Найдавнішим документальним підтвердженням існування сиру Апенцелер є документ Середньовіччя від 15 січня 1282 року, що зберігається в архіві абатства Святого Галла (Stiftsarchiv St. Gallen). Цей документ стосується пенсії, призначеної для Румо фон Рамштайна, абата, який пішов у відставку, і серед іншого згадує сир Апенцелер. Крім того, сир із регіону Аппенцелль згадується в інших численних сувоях абатства Святого Галла, деякі з яких датуються XII століттям, хоча точних дат вони не містять. У той час сир був найважливішою даниною (нім. Abgabe), яку населення Аппенцеллю сплачувало монастирю. Особливо часто в документах фіксувалися альпійські сири (лат. casei alpini). У пізньому Середньовіччі обсяги цієї данини значно зросли, досягаючи понад 5000 сирів на рік, що свідчить про важливість сироваріння для економіки регіону. У середньовічних джерелах бракує детальних описів процесу виготовлення сиру. Ймовірно, тоді сири були невеликими та м'якими, оскільки технологія підігрівання сирної маси ще не застосовувалася. Це відрізняє тодішні сири від сучасного твердого Апенцелера.
Сир Апенцелер спочатку виготовляли в альпійських господарствах на високогірних пасовищах, де влітку паслися корови. Із зростанням попиту альпійські сироварні не могли забезпечити достатньої кількості сиру, тому виробництво поступово перемістилося до долинних сироварень. Ці сироварні були краще оснащені та мали доступ до більшої кількості молока. Під час цього переходу традиційні методи й посуд замінили сучаснішими технологіями. У 1942 році в Санкт-Галлені створили Geschäftsstelle für Appenzellerkäse (Управління з питань сиру Апенцелер), яке координувало торгівлю та просування сиру. Із 1989 року, після закриття сироварні в Оберегг, сир Апенцелер більше не виробляється в кантоні Аппенцелль-Іннерроден.

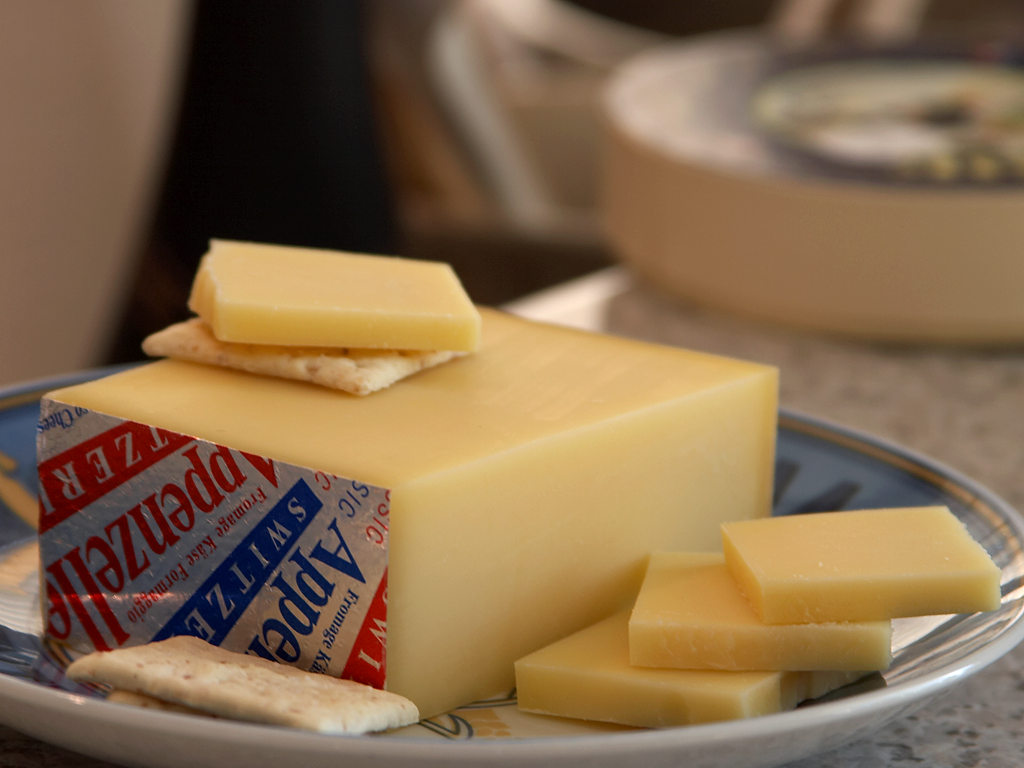

Сучасна організація Sortenorganisation Appenzeller Käse GmbH була створена після скасування Швейцарської ринкової системи для сирів (Schweizer Käsemarktordnung). Вона регулює виробництво, якість і маркетинг сиру Апенцелер, забезпечуючи відповідність стандартам і захист торговельної марки.
Починаючи з XXI століття, сир Апенцелер виготовляють із сирого молока, яке постачають господарства регіону навколо гори Зентіс (Säntis) у північно-східній Швейцарії. У 2018 році 42 сироварні в кантонах Санкт-Галлен, Тургау та частково в Аппенцелль-Ауссерроден виробили загалом 8696 тонн сиру Апенцелер. Деякий час сир продовжував дозрівати в Аппенцеллі, але в 2023 році остання сироварня в кантоні Аппенцелль-Ауссерроден закрила свій сирний погріб (нім. Käsekeller) і припинила діяльність у цьому регіоні. Відтоді регіон Аппенцелль, історично пов'язаний із цим сиром, більше не має місцевих потужностей для його дозрівання.
Виробництво сиру Апенцелер контролює централізована організація Sortenorganisation Appenzeller Käse GmbH, яка скуповує весь вироблений сир і реалізує його під зареєстрованою торговельною маркою «Appenzeller Switzerland». Приблизно 53 % сиру Апенцелер експортується за кордон. Основним ринком є Німеччина, яка споживає 78 % експортованого сиру. Менші частки експорту припадають на Францію та країни Бенілюксу (Бельгію, Нідерланди, Люксембург). Обсяги виробництва сиру Апенцелер останніми роками залишаються стабільними, без значного зростання чи скорочення. У рекордному 2020 році було вироблено понад 10 000 тонн сиру, що стало найвищим показником за останні роки.

## Виробництво
Апенцелер виготовляється із непастеризованого (не термічно обробленого) коров'ячого молока. Це забезпечує збереження природного смаку та аромату молока. Для виробництва сиру повної жирності молоко в сироварному котлі повинно мати вміст жиру 3,3–3,5 %. Використовується суміш свіжого ранкового молока та охолодженого вечірнього молока. Молоко нагрівають до температури 30–31 °C для внесення заквасочних культур та сичужного ферменту. Формування сирної маси: Через приблизно 30 хвилин після внесення закваски молоко згущується (стає «диким»), після чого його ріжуть на сирний згусток. Згусток нагрівають до температури 42–46 °C (для нежирного сиру температура нижча) для подальшого оброблення. Потім згусток відокремлюють від сироватки, перекладають у форми, пресують і залишають на 12 годин (іноді до 8–10 днів), щоб сир набув потрібної консистенції. Сир поміщають у сольову ванну з концентрацією 18–20 °Bé на 1–3 дні при температурі 8–14 °C. Після соління сирні головки протягом приблизно 10 днів регулярно чистять щіткою та додатково солять, щоб сприяти утворенню слизової оболонки, яка важлива для формування смаку та текстури.
Унікальною рисою Апенцелера є обробка спеціальним розсолом, який називається зульц. Ця рідина складається з вина, дріжджів, солі, спецій та інших інгредієнтів. Раніше рецепт зульцу був родинною таємницею кожного сировара, але тепер склад стандартизовано і регулюється Sortenorganisation Appenzeller Käse GmbH.
Тривалість дозрівання: Для сиру повної жирності: 4–6 місяців. Для сиру чверть жирності: 6–7 місяців.

## Опис та варіанти сиру

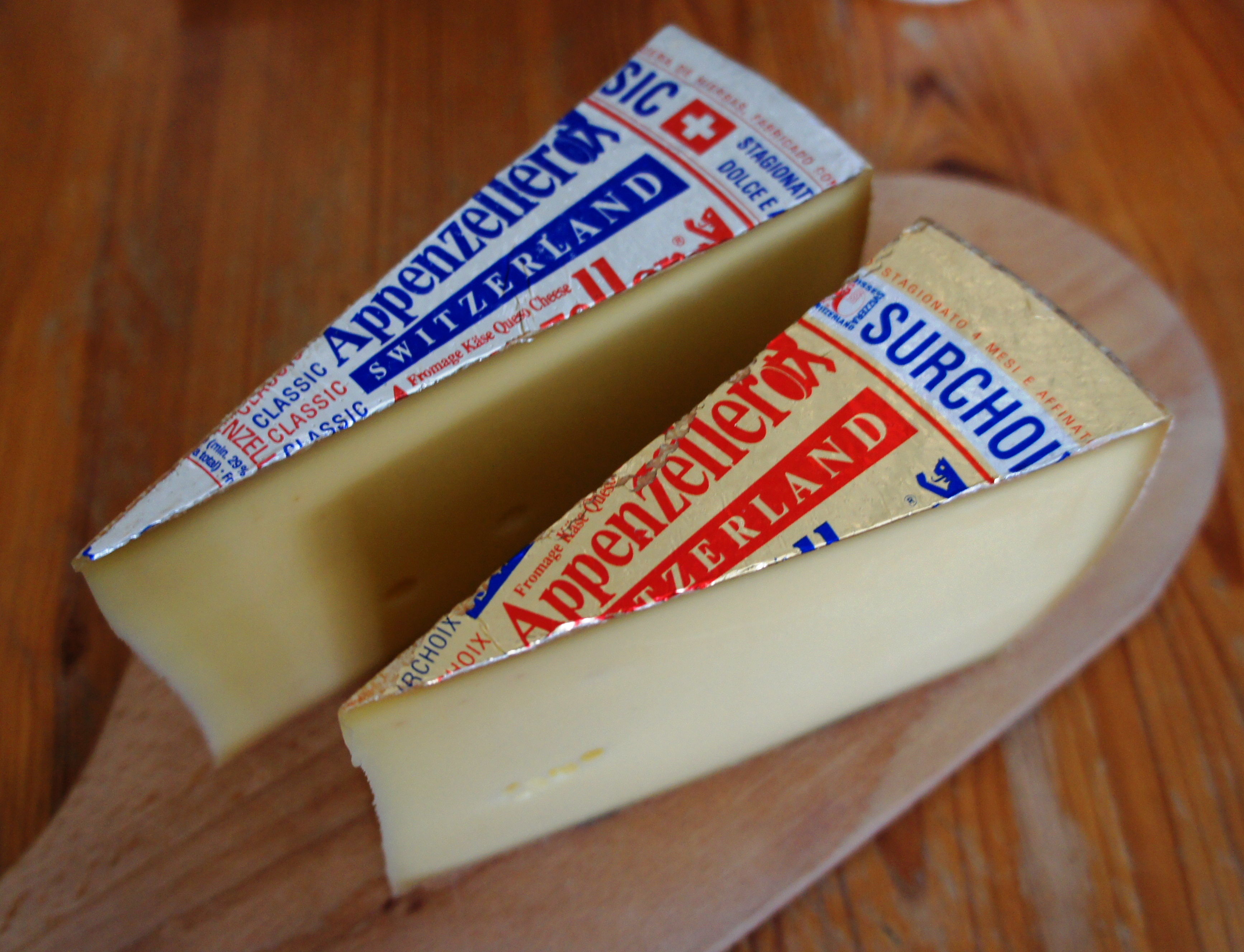
Appenzeller Classic (ліворуч) і Surchoix (праворуч)

У Швейцарії Апенцелер класифікується як напівтвердий сир (Halbhartkäse), а за німецькою номенклатурою — як Schnittkäse (сир, який ріжуть). Сир виготовляється у вигляді круглих голів діаметром 20–30 см, висотою 12–15 см і вагою 6–8 кг. Бічна поверхня сиру злегка опукла. Шкірка тверда, з жовтувато-сіро-коричневою слизовою оболонкою. Містить невелику кількість регулярних круглих отворів розміром від зерна кукурудзи до кісточки вишні.
Згідно стандартів Sortenorganisation Appenzeller Käse GmbH виробляється у двох основних видах:
- Vollfettkäse — повножирний сир, 50 % жиру в сухій речовині та 58 % сухої речовини.
- Viertelfettkäse — чвертьжирний сир, 20 % жиру в сухій речовині та 48 % сухої речовини.

Повножирний Апенцелер поділяється на три категорії залежно від тривалості дозрівання та смакової інтенсивності:
- Classic. М'який, помірно пряний смак. Витриманий три-чотири місяці, м'який. Срібна етикетка.
- Surchoix. Більш насичений і пряний. Витримка від чотирьох до шести місяців. Золота етикетка.[9]

- Extra: Дуже пряний, із сильним ароматом. Витриманий шість місяців або довше. Чорна етикетка.[10]

Станом на 2025 рік існують наступні варіанти сиру Апенцелер:
- Elegant: Твердий сир з мя'яким та ненав'язливим ароматом, витриманий протягом 3-5 місяців.
- Rahmkäse: Напівтвердий сир, витриманий протягом 3 місяців
- Mild-Würzig: Твердий сир, помірно пряний смак. Витриманий 3-4 місяці.
- Kräftig-Würzig: Твердий сир, більш насичений і пряний. Витриманий протягом 4-5 місяців.
- Edel-Würzig (Black Label): Твердий сир, пікантний, насичений, іноді трохи терпкий. Витриманий протягом 6 місяців.
- Extra-Würzig (Purple Label): Твердий сир, міцний, пікантний та добре збалансований смак. Витриманий протягом 9 місяців.
- Bio Mild-Würzig:
- Bio Kräftig-Würzig:
- Räss-Käse: (Brown Label): Твердий сир, міцний, гострий смак. Витриманий протягом 6-8 місяців.
- für Raclette: Твердий сир, який добре плавиться, для раклети. Витриманий протягом 4-5 місяців.